# 沃德縣 (德克薩斯州)
沃德县（英語：Ward County）是位於美國德克薩斯州西部的一個縣。面積2,165平方公里。根據美國2000年人口普查估計，共有人口10,909人。縣治莫納漢斯（Monahans）。
成立於1887年2月26日，縣政府成立於1892年3月29日。縣名紀念奧斯汀市長、駐巴拿馬領事湯瑪斯·威廉·沃德。